# Шабликінський район
Шабликінський район (рос. Шаблыкинский район) — адміністративно-територіальна одиниця (район) та муніципальне утворення (муніципальний район) у складі Орловської області Російської Федерації.
Адміністративний центр — місто Шабликіно.

## Історія
- Район утворено 30 липня 1928 року у складі Брянського округу Західної області.
- 13 червня 1934 року після ліквідації Західної області район увійшов до складу новоствореної Курської області.
- 13 липня 1944 року Свердловський район був переданий з Курської області в Орловську область.

## Населення
| 1941   | 1944    | 1959    | 1970    | 1979    | 1989    | 2002  |
| ------ | ------- | ------- | ------- | ------- | ------- | ----- |
| 32 090 | ↘26 898 | ↘21 766 | ↘17 622 | ↘12 684 | ↘10 644 | ↘9588 |
| 2009   | 2010    | 2012    | 2013    | 2014    | 2015    | 2016  |
| ↘7900  | ↗8045   | ↘7674   | ↘7417   | ↘7189   | ↘7033   | ↘7009 |
| 2017   | 2018    |         |         |         |         |       |
| ↘7002  | ↘6968   |         |         |         |         |       |